# Comité Especializado contra el Terrorismo
El Comité Especializado contra el Terrorismo (CET) es el órgano de apoyo al Consejo de Seguridad Nacional de España para los ámbitos de la lucha contra el terrorismo y los extremismos violentos. El Consejo se reúne cada dos meses, aunque puede reunirse de forma extraordinaria cuando lo considere su Presidente. Asimismo, sus reuniones pueden ser presenciales o telemáticas.

## Historia
El CET se prevé por primera vez en 2019, con la aprobación de la Estrategia Nacional contra el Terrorismo. A principios de marzo de 2020, el Consejo de Seguridad Nacional (CSN) aprobó la creación de dicho Comité, presidido por el Secretario de Estado de Seguridad (SES) y con la participación del Departamento de Seguridad Nacional (DSN), del Centro de Inteligencia contra el Terrorismo y el Crimen Organizado (CITCO) y otras autoridades del Ministerio del Interior, de diversos representantes de otros departamentos ministeriales, así como de otros funcionarios que se consideren de otras administraciones y organismos.

## Funciones
El CET tiene establecida las siguientes funciones:
- Proponer al Consejo de Seguridad Nacional las directrices en materia de planificación y coordinación de la política de Seguridad Nacional relacionadas con la lucha contra el terrorismo.
- Contribuir a reforzar el adecuado funcionamiento del Sistema de Seguridad Nacional en el ámbito de la lucha contra el terrorismo, cuya supervisión y coordinación corresponde al Consejo de Seguridad Nacional.
- Apoyar al Consejo de Seguridad Nacional en su función de verificar el grado de cumplimiento de la Estrategia de Seguridad Nacional y proponer, en su caso, su revisión, en lo relacionado con la lucha contra el terrorismo.
- Verificar el grado de cumplimiento de la Estrategia Nacional Contra el Terrorismo (ENCOT) y realizar aportaciones a los procesos de elaboración de los planes estratégicos definidos en ésta.
- Impulsar las actuaciones transversales de lucha contra la radicalización violenta, generar contranarrativas para hacer frente a las falaces narrativas terroristas y contribuir a la elaboración de propuestas normativas para el fortalecimiento del Sistema de Seguridad Nacional en el ámbito de la lucha contra el terrorismo.
- Apoyar la toma de decisiones del Consejo de Seguridad Nacional en las materias propias del ámbito de la lucha contra el terrorismo, mediante el análisis, estudio y propuesta de iniciativas tanto en el ámbito nacional como internacional.
- Reforzar las relaciones entre las Administraciones Públicas concernidas en el ámbito de la lucha contra el terrorismo, así como la coordinación, la colaboración y cooperación entre los sectores público y privado.
- Actuar en apoyo del Comité de Situación ante escenarios susceptibles de derivar en una situación de interés para la Seguridad Nacional.
- Aprobar sus propias normas de régimen interno y funcionamiento.
- Todas aquellas otras funciones que le atribuya el ordenamiento jurídico o que le encomiende el Consejo de Seguridad Nacional.

## Composición
El CET se compone de:
- El Secretario de Estado de Seguridad, que lo preside.
- El Director del Departamento de Seguridad Nacional, que ejerce la vicepresidencia.
- Un funcionario del Departamento de Seguridad Nacional, que ejercerá la Secretaría Técnica.
- El Director del Centro de Inteligencia contra el Terrorismo y el Crimen Organizado.
- El director general de Coordinación y Estudios de la Secretaría de Estado de Seguridad.
- El Comisario Jefe de la Comisaría General de Información de la Policía Nacional.
- El General Jefe de la Jefatura de Información de la Guardia Civil.
- Un vocal con rango mínimo de Subdirector general o asimilado u Oficial General de los siguientes ministerios y organismos ministeriales:
  - Ministerio de Asuntos Exteriores, Unión Europea y Cooperación.
  - Ministerio de Justicia.
  - Ministerio de Defensa.
  - Centro Nacional de Inteligencia.
  - Secretaría de Estado de Comunicación.
- Cuando su contribución se considere necesaria y, en todo caso, cuando los asuntos a tratar afecten a sus respectivas competencias, se convocará a:
  - Los titulares de los órganos superiores y directivos de la Administración General del Estado.
  - Las autoridades competentes de las comunidades autónomas y de las ciudades con Estatuto de Autonomía.
  - Las autoridades competentes de la Administración Local.
  - Las autoridades competentes de los organismos públicos y entidades de derecho público vinculados o dependientes de las Administraciones Públicas, cuando su contribución se considere necesaria y, en todo caso, cuando los asuntos a tratar afecten a sus respectivas competencias.
- Cuando el presidente así lo decida, un representante del resto de los departamentos ministeriales u organismos públicos.
- Cuando el presidente así lo decida, representantes de las demás entidades que integran el sector público institucional, del sector privado y aquellas personas en su condición de expertos cuya contribución se considere relevante.